# Barbie és a titkos ajtó
A Barbie és a titkos ajtó (eredeti cím: Barbie and the Secret Door) amerikai 3D-s számítógépes animációs film. Magyarországon a Minimax-on vetítették le.

## Cselekmény
Alexa hercegnő többet vár az élettől, mint unalmas táncleckéket. Egyszer séta közben felfedez egy titkos ajtót, amin átlépve egy varázslatos világban találja magát, ezenkívül rájön, hogy ő maga is rendelkezik varázserővel egy varázspálca képében. Igen ám, viszont az ott élő lényeknek ó - tündéreknek és sellőknek - hiányzik a varázserejük, vagyis a szárnyuk és a sellőfarkuk...
| Szereplő       | Eredeti hang                           | Magyar hang       | Leírás |
| -------------- | -------------------------------------- | ----------------- | ------ |
| Alexa hercegnő | Kelly Sheridan ének: Brittany McDonald | Vágó Bernadett    |        |
| Nori           | Ashleigh Ball                          | Földes Eszter (?) |        |
| Rony           | Chanelle Peloso                        | Andrádi Zsanett   |        |
| Malucia        | Tabitha St. Germain                    | Koller Virág      |        |
| Mr Primrose    | Jay Brazeau                            | Kautzky Armand    |        |
| Jenna          | Britt Irvin                            | Gulás Fanni       |        |
| Samantha       | Arielle Tulialo                        | Csifó Dorina      |        |
| Kieran herceg  | Andrew Francis                         | Markovics Tamás   |        |